# Anoratha costalis
Anoratha costalis là một loài bướm đêm trong họ Erebidae.